# Destruction Bay
Destruction Bay est une localité du Yukon au Canada, située sur la route de l'Alaska, le long du lac Kluane. Sa population était de 59 habitants en 2005.
Son nom provient du grand vent qui a détérioré les structures érigées par les militaires lors de la construction de la route de l'Alaska en 1942-1943.
La localité possède une école, et quelques services à destination des touristes qui visitent le Parc national et réserve de parc national de Kluane et empruntent la route de l'Alaska. Elle est proche de Burwash Landing.

## Démographie
| 2001 | 2006 | 2011 | 2016 |
| ---- | ---- | ---- | ---- |
| 43   | 55   | 35   | 55   |